# Return to player
Return to Player (скорочено RTP) — цей термін використовується в азартних та онлайн іграх і позначає відсоток повернення гравцеві від суми внесених умовних балів чи коштів. Термін також відомий як окупність і віддача. RTP — відсоток від ставок, який повертається гравцеві із конкретної гри — за тривалий проміжок часу. Чим вище в грі значення RTP, тим частіше гравець може розраховувати на виграш.
Коли мова йде про ігри в казино, використовується термін «the house edge» або «перевага закладу над клієнтами». Наприклад, французька рулетка, зазвичай, має перевагу закладу на рівні 1,35 %.  Це означає, що казино розраховує виграти цей відсоток від кожної ставки в довгостроковій перспективі. Це плата, яку казино стягує за надання вам можливості грати. За столом покеру ця плата також може називатися рейком (rake).
RTP нерідко приймають за дисперсію гри і навпаки. Незважаючи на те, що два поняття тісно пов'язані, це не одне і те ж. Бувають слоти, в яких неможливо дізнатися RTP, приклад таких слотів є на цьому сайті 
. Це старі апарати, але у них цікаво грати.
Дисперсія в основному визначає спосіб реалізації RTP в грі. Ігри з більш низькою дисперсією реалізовані таким чином, що гравцеві випадають дрібніші виграші, але часто. Ігри з більш високою дисперсією видають більшу частину свого RTP за раз. Як правило, такі виграші видаються в вигляді бонуса або джекпоту. Це означає, що не всі ігри з високим RTP обов'язково підходять для користувача. Ігри з більш високим RTP завжди краще, ніж ігри з більш низьким відсотком, але, якщо гра нестабільна, можна зробити тисячі спроб, перш ніж наблизитися до істинного RTP.
Якщо в офіційному документі до гри вказано RTP 97 %, то саме стільки отримає умовний гравець на тривалому періоді гри від суми всіх ставок. Ігровий апарат при цьому залишить собі 3 %. В сучасних ліцензованих іграх відсоток RTP становить від 96 % до 98 %, а незмінність задекларованих розробником показників перевіряється міжнародним регулятором eCOGRA eCommerce and Online Gaming Regulation and Assurance (Регулювання і нагляд у сфері електронної комерції і онлайн-геймінгу).